# Mycteroperca
Mycteroperca is een geslacht van straalvinnige vissen uit de familie van zaag- of zeebaarzen (Serranidae). Het geslacht is beschreven in 1863 door Gill.

## Soorten
De volgende soorten zijn bij het geslacht ingedeeld:
- Mycteroperca acutirostris (Valenciennes, 1828)
- Mycteroperca bonaci (Poey, 1860)
- Mycteroperca cidi (Cervigón, 1966)
- Mycteroperca fusca (Lowe, 1838)
- Mycteroperca interstitialis (Poey, 1860)
- Mycteroperca jordani (Jenkins & Evermann, 1889)
- Mycteroperca microlepis (Goode & Bean, 1879)
- Mycteroperca olfax (Jenyns, 1840)
- Mycteroperca phenax (Jordan & Swain, 1884)
- Mycteroperca prionura (Rosenblatt & Zahuranec, 1967)
- Mycteroperca rosacea (Streets, 1877)
- Mycteroperca rubra (Bloch, 1793)
- Mycteroperca tigris (Valenciennes, 1833) – Tijgertandbaars
- Mycteroperca venenosa (Linnaeus, 1758)
- Mycteroperca xenarcha (Jordan, 1888)